# غرين كوف سبرنغز
غرين كوف سبرنغز (بالإنجليزية: Green Cove Springs)‏ هي مدينة أمريكية تقع في ولاية فلوريدا. تبلغ مساحة هذه المدينة 24.5 (كم²)،ويبلغ عدد سكانها 6908 نسمة حسب إحصاء سنة 2010 م 6908.تشير إحصاءات سنة 2000م بأن الكثافة السكانية في هذه المدينة تقدر بـ(2631.2) نسمة/كم2 

## أعلام
- ويل هولدن
- روب برادلي
- كريس روبرتس
- أوغوستا سافاج
- كيفن ألين